# Nadine - Un amore a prova di proiettile
Nadine, un amore a prova di proiettile è un film del 1987, per la regia di Robert Benton.

## Trama
Ormai ben decisa a divorziare dal marito Vernon Hightower, per vivere occupandosi del figlio che deve nascere, la manicure Nadine pensa bene di eliminare prima le possibili conseguenze di uno sgradevole impiccio in cui si è messa: aderendo alla richiesta del fotografo Raymond Escobar e per pochi dollari, aveva posato per lui, ma le foto, da pubblicitarie che dovevano essere, sono risultate del genere "osé". Quando però si reca una sera da Escobar per recuperare i negativi e restituire il danaro, l'uomo viene misteriosamente accoltellato nella stanza accanto. Nadine prende una busta con il suo nome e fugge spaventata, ma per errore non ha preso ciò che le stava a cuore, bensì i negativi di un progetto di autostrada texana che interessa la cittadina in cui risiede.
A Nadine non resta che chiedere aiuto al marito, togliendolo temporaneamente dalle attenzioni di Renée Lomax. L'autostrada è un affare che interessa a Buford Pope, uno speculatore immobiliare locale, il quale con i suoi scagnozzi fa di tutto per venire in possesso della documentazione nelle mani dei due. Vernon, che vivacchia gestendo uno squallido bar per squattrinati e vuole sfruttare l'occasione, con Nadine sempre a fianco si dà un gran daffare rispondendo colpo su colpo alle intimidazioni di Pope.
Dopo tante traversie Vernon, divenuto abbastanza ricco da trasformare il suo localino nel più bel ritrovo della sonnolenta cittadina, scopre non solo che Nadine è una donna assai capace, ma che di lì a poco sarà papà.